# Prescott Bush
Pour les articles homonymes, voir Bush.
Pour les autres membres de la famille, voir Famille Bush.
Prescott Sheldon Bush, Sr., né le 15 mai 1895 et mort le 8 octobre 1972, est un homme d'affaires et politique américain, membre du Parti républicain et sénateur fédéral pour le Connecticut de 1953 à 1963.
Il est considéré comme le patriarche de la famille Bush : son fils George H. W. Bush et son petit-fils George W. Bush seront tous deux élus présidents des États-Unis, un autre de ses petits-fils Jeb Bush sera élu gouverneur de Floride.
L'origine de sa fortune a fait l'objet de controverses en raison de son implication dans des entreprises ayant entretenu des liens financiers avec l'Allemagne nazie avant la Seconde Guerre mondiale. En tant que banquier, il a occupé des postes de direction au sein de la Union Banking Corporation (UBC), une institution liée aux intérêts de l’industriel allemand Fritz Thyssen, qui a soutenu financièrement le NSDAP dans les années 1930. En 1942, les autorités américaines ont saisi les actifs de l'UBC en vertu du Trading with the Enemy Act, bien que Prescott Bush n’ait jamais été poursuivi pour ces activités.

## Biographie

### Origine et études
Prescott Sheldon Bush est le fils de Flora (née Sheldon) et de Samuel Prescott Bush, le président d'une compagnie d'aciérie.
Il fit ses études à l'université Yale et participa à la Première Guerre mondiale comme capitaine d'artillerie. Membre de la société secrète Skull and Bones, il aurait exhumé le crâne de Geronimo en 1918 pour le donner à l'organisation. Cet épisode est considéré comme une légende par plusieurs chercheurs tandis que l'historien David H. Miller estime que si les membres de la société ont bien profané une tombe, il y a peu de chance que ce soit celle de Geronimo, laquelle ne comportait pas d'indication à l'époque.
Le 6 août 1921, il épouse Dorothy Walker, la fille du richissime George Herbert Walker. Le couple aura cinq enfants (George H. W. Bush, Prescott Bush Jr, Jonathan James Bush, William Henry Trotter Bush, et Nancy Walker Bush).

### Carrière professionnelle
En 1923, le jeune couple emménage à Columbus, dans l'État de l'Ohio où Prescott travaille chez Hupp Products Company sans que l'expérience soit vraiment concluante. Il démissionne pour prendre la direction des ventes de la société Stedman Products of South Braintree.
En 1925, il devient le directeur du département étranger de la United States Rubber Company et emménage à Greenwich dans l'État du Connecticut.
En 1926, il intègre la Harriman Bank dont son beau-père est copropriétaire au côté de William Averell Harriman.
En 1931, après fusion, la Harriman Bank se transforme en Brown Brothers Harriman et Prescott en devient un associé à part entière.
Sa position professionnelle, sa connaissance du monde des affaires et ses amitiés de Yale (et ses relations avec les anciens de Skull and Bones) vont, selon ses propres dires, assurer sa fortune. C'est ainsi qu'il siégera à de nombreux conseils d'administration et de direction de grands groupes financiers et industriels.

#### Le coup d'Etat fasciste de 1934
Bush faisait partie d'un complot visant à renverser Franklin Roosevelt le 24 novembre 1934 et à installer au pouvoir un général à la retraite. Wall Street aurait financé le projet. Mais le complot a été éventé et étouffé. Ce coup d'État est connu comme le "Business plot" ou "Wall Street Putsch" ou "White House Putsch".

#### Controverse sur les liens financiers entre l'Union Bank et l'Allemagne nazie
Lorsque la famille Thyssen, financiers d'Adolf Hitler jusqu'en 1938, crée l'entreprise Union Banking Corporation en 1924 afin de gérer leurs investissements en Amérique, Prescott Bush est l’un des sept directeurs de cette banque dont il ne possède qu'une seule action à partir de 1934.
Le rapport du Congrès suivant décrit l'Union Bank comme un « interlocking trust » (trust intégré) avec les Vereinigte Stahlwerke (de) (cartel connu en anglais sous le nom de German Steel Trust (en), Trust allemand de l'acier) responsable des fournitures de l'armement allemand.
L'Union Bank est aussi impliquée dans la collecte de fonds d'Américains pro-allemands sous l'Allemagne nazie ainsi que du transfert illégal de la technologie de carburant aérien rendant possible la reconstruction de la Luftwaffe, ceci en violation des dispositions du traité de Versailles.
La collaboration entre l'Union Bank et le German Steel trust est si étroite que Prescott passe quelque temps en Europe à la fin des années 1930 pour superviser les opérations minières en Pologne.
Les documents déclassifiés des National Archives and Records Administration, relatifs à la saisie des actions de la Union Banking Corp., montrent cependant que Prescott Bush n’a été en rien impliqué dans le soutien financier apporté par Thyssen au parti nazi, et que son rôle au sein de la Union Banking Corp. fut uniquement financier et non politique.
Pourtant d'après Robert T. Crowley, numéro deux de la direction Opérations secrètes de la CIA, l'armée américaine aurait saisi en Allemagne des documents impliquant Brown Brothers Harriman ainsi que Prescott Bush personnellement. Crowley accusera John McCloy, haut-commissaire pour l'Allemagne de 1950 à 1953 ainsi qu'Allen Dulles, vieille connaissance de Prescott Bush, d'avoir étouffé le scandale. La banque Brown Brothers Harriman était un client majeur du cabinet d'avocats international où Dulles travaillait, Sullivan & Cromwell.
Un article de juillet 1942 en une du New-York Tribune sur la banque de Prescott Bush, dont le titre était : « Hitler's Angel has 3 million in US bank » (Le bienfaiteur de Hitler - Fritz Thyssen - possède 3 millions dans une banque américaine), entraîne l'enquête du Congrès des États-Unis qui fait fermer la Union Banking Corp., mais n'interrompt que brièvement les succès personnels et politiques de Prescott Bush.
Durant la Seconde Guerre mondiale, les participations de Prescott Bush sont confisquées (octobre 1942) en raison du Trading with the Enemy Act (Loi sur le commerce avec l'ennemi). Elles comprennent :
- Union Banking Corp. (pour Thyssen et Brown Brothers-Harriman) ;
- Holland-American Trading Corporation (avec Harriman) ;
- the Seamless Steel Equipment Corporation (avec Harriman) ;
- Silesian-American Corporation (avec Walker), « une holding qui possédait d'importantes mines de charbon et de zinc, en Pologne et en Allemagne, exploitées en partie par les prisonniers des camps de concentration »[5]. Il y était associé au financier nazi Friedrich Flick[6].

Avant la révolution cubaine en 1959, il possède d'immenses domaines et des concessions pétrolières à Cuba.

### Carrière politique
De 1944 à 1956, Bush est un des administrateurs de Yale.
De 1947 à 1950, il préside le comité des finances du Parti républicain du Connecticut.
En 1950, il tente de se faire élire au Sénat des États-Unis pour le Connecticut mais il est battu de seulement mille voix par le sénateur sortant William Benton (en).
En 1952, à sa seconde tentative, il est élu sénateur du Connecticut au Sénat des États-Unis en battant Abraham A. Ribicoff. Il reprend alors le siège du sénateur défunt James O'Brien McMahon.
Il siège au Sénat jusqu'en janvier 1963 et est un fervent soutien et un ami personnel du président Dwight D. Eisenhower.
En 1956, dans un discours, il définit ce que doit être la conduite des États-Unis dans le contexte de la guerre froide et appelle au maintien d'une défense armée militaire et spirituelle fondée sur le patriotisme et la croyance en l’American way of life, qui permettront de remporter la bataille finale.
Après son départ du Sénat, il se retire dans ses résidences familiales à Long Island, dans l'État de New York, à Greenwich dans le Connecticut, à Kennebunkport dans le Maine, dans sa plantation de Caroline du Sud ou encore dans sa retraite privée, une île de Floride.
Richard Nixon a considéré Prescott Bush comme son mentor en politique.
Prescott Bush est mort le 8 octobre 1972 à New York.